# Bistrica (miasto Prijedor)
Bistrica (cyr. Бистрица) – wieś w Bośni i Hercegowinie, w Republice Serbskiej, w mieście Prijedor. W 2013 roku liczyła 916 mieszkańców.